# Георги Актарджиев
Георги Актарджиев е български цигулар и музикален педагог.

## Биография
Роден е на 12 януари 1897 г. в Линц, Австро-Унгария. Започва да концертира от седемгодишна възраст. През 1918 г. става концертмайстор и диригент на оперетния „Свободен театър“. От 1920 г. учи в Берлин и Прага. През 1924 г. става професор по цигулка в Консерваторията в Братислава. Основава Словашки струнен квартет. Изпълнява сонати за цигулка и пиано заедно с Р. Мацуджински. От 1945 г. живее във Виена и е член на Виенската филхармония.
Около 1904 г. Георги Актарджиев участва в основаването в София на „Аврора“ – прешественик на Българската есперантистка асоциация.